# 西北偏北
《西北偏北》是一部1959年美国彩色惊悚悬疑片。米高梅公司出品，这部电影被认为是导演阿尔弗雷德·希区柯克的经典之作，影片情节跌宕起伏，扣人心弦，亦被看作电影史上的悬疑片典范。影片男主角的演员为好莱坞影星加里·格兰特——他通常给观众的演绎形象总是幽默、机智、风度翩翩而极富魅力，加里·格兰特所饰演的男主人翁罗杰·桑希尔（Roger Thornhill）就正是这样的一个典型角色。女主角爱娃·肯德尔（Eve Kendall）由曾获奥斯卡最佳女配角奖的女演员爱娃·玛丽·森特出演，女主角的形象为一位漂亮、时髦的金发女郎。
本片被美國電影學會選為AFI百年百大驚悚電影第4名、AFI百年百大電影第55名、以及AFI百年各類型電影十大佳片懸疑類第7名。也因為它「文化上、歷史上、美學上」的重要價值，被選為美國國家電影保護局典藏。

## 剧情
羅傑·索荷是個有點幽默感的纽约市的普通廣告商。在他和客戶吃飯的時候，忽然兩個人上來綁架了他，並叫他凱普林。羅傑莫名其妙地被帶到一座大宅子裡，見到了幾個身份不明的人，為首的一個也認定他就是凱普林，並要他合作交出東西。還沒等羅傑明白，幾個人給他灌了大瓶波旁酒，把他扶上一輛汽車，看來要製造一個酒後駕車墜海而死的假像。羅傑朦朧中居然沒有出事，只是被員警指控酒後駕駛偷來的汽車。
第二天，羅傑的供詞沒有人相信，大宅子裡的一个女人也一口咬定是他參加宴會後酒醉而去的。為了自己的清白，也是出於好奇心，羅傑根據前晚的線索找到凱普林的酒店房間，雖然沒有發現什麼，但无意中接了一个打给凱普林的电话，于是又被人追趕。他又來到联合国总部大楼，找到大宅子的主人。那个人对于有人在他的房子裏幹这些勾当很吃惊，但就在此时被杀手用飛刀杀死，令羅傑背上殺害聯合國官員的罪名。
羅傑因为得知凱普林第二天在芝加哥预订了一间旅馆，上了開往芝加哥的火車。火车上一位迷人的年輕女郎坎多主動幫他逃過員警的搜查，並和他调情。火車到站後，坎多告诉羅傑替他聯絡了凱普林，約定了見面的時間和地點。在見面的地點，羅傑不僅沒有見到凱普林，反而被一駕小型飛機追殺。當他逃過追殺去找凱普林時，卻發現他早已退房了。羅傑找到坎多，坎多让他洗澡并自己离开。羅傑根据坎多的便条得知她去了拍賣會，遇到了坎多和上次綁架他的男人維丹。維丹购买了一座墨西哥的雕像。當維丹再次準備綁架他時，他在現場開始胡鬧，最後被員警帶走。一个英国间谍負責人“教授”把他帶走，告訴了他真相，原來根本沒有凱普林這個人，一切都是“教授”製造出來迷惑冷戰間諜維丹的，为的是掩护真正正在调查維丹的臥底坎多。现在因为坎多处于危险之中，羅傑答应帮助“教授”保护坎多。
為了讓坎多徹底得到維丹的信任並跟他離開美國，羅傑来到南达科他州拉皮德城，在拉什莫尔山下的一个餐厅中，羅傑以凱普林的身份和維丹谈判，假意以要求坎多留下为条件让維丹離開美國。坎多不答应，并用空包彈假装槍殺凱普林。晚上，羅傑趕到維丹的住所，发现原来那个墨西哥雕像中藏有情報膠片。羅傑发现維丹識破了空包彈的計策，並设法告诉了坎多。在去机场的途中，羅傑和坎多搶過雕像逃走。雙方在雕刻著美國歷任總統頭像的拉什莫尔山上展開搏鬥，最終維丹被捕，两个同夥一个掉下山崖，一个被“教授”手下的狙击手擊斃。
结尾时羅傑把坎多在拉什莫尔山上拉起来，镜头转移到把她拉到火车卧铺的上铺。火车呼啸着进入山洞。

## 演员

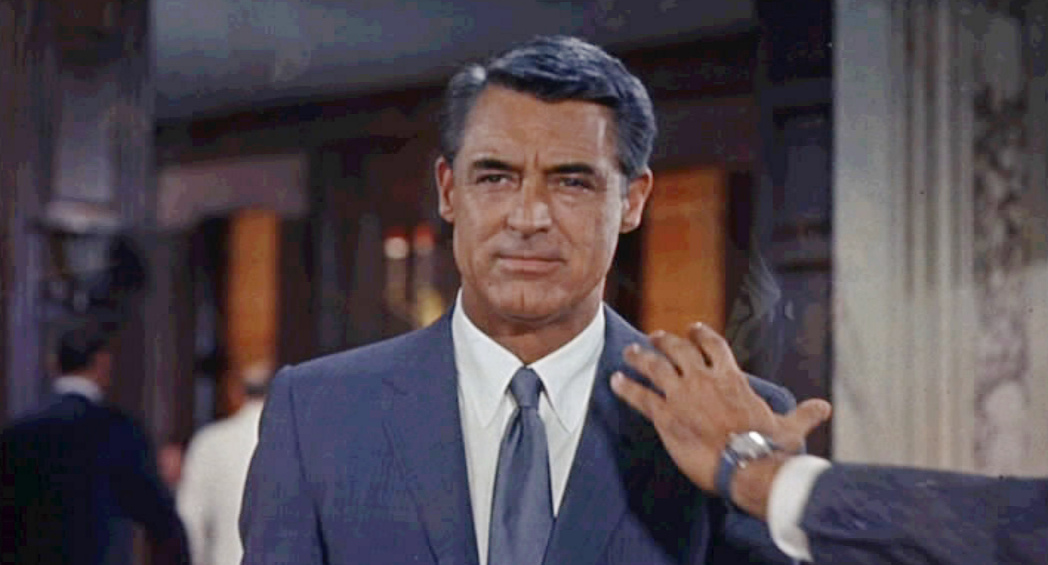

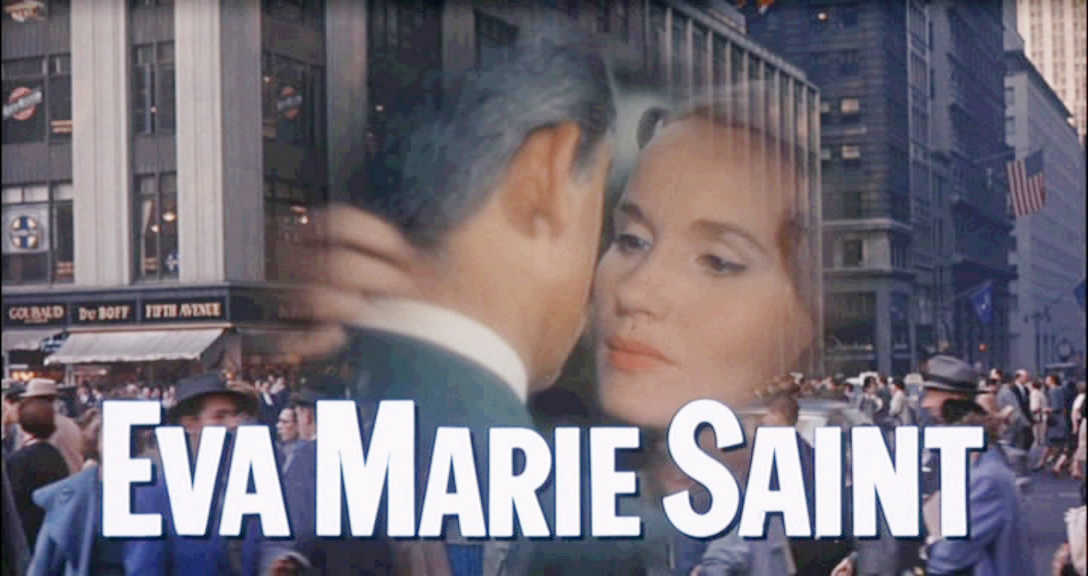

- 加里·格兰特 - 羅傑·索荷
- 爱娃·玛丽·森特 - 爱娃·坎多
- 詹姆士·梅遜 - 菲利普·維丹
- 里奧·G·卡羅爾（英语：Leo G. Carroll） - “教授”
- 潔茜·羅伊斯·蘭迪斯（英语：Jessie Royce Landis） - 羅傑·索荷的母亲克拉拉
- 馬丁·蘭道 - Leonard
- 菲利普·奧伯（英语：Philip Ober） - Lester Townsend
- 約瑟芬·哈欽森（英语：Josephine Hutchinson） - Mrs. Townsend
- 亞當·威廉姆斯（英语：Adam Williams (actor)） - Valerian
- 帕特里克·麥克維（英语：Patrick McVey） - Sergeant Flamm
- 愛德華·普拉特（英语：Edward Platt） - Victor Larrabee